# Eugenia Kobylińska-Masiejewska
Eugenia Kobylińska-Masiejewska (ur. 27 listopada 1894 w Wilnie, zm. 26 lutego 1974 w Gdańsku) – polska poetka i prozaiczka. 

## Biografia[1]
Urodziła się w 1894 roku w Wilnie (wówczas pod zaborem rosyjskim). Ukończyła wileńskie gimnazjum rosyjskie, następnie studiowała prawo w Petersburgu. Działała w konspiracyjnym Związku Młodzieży Postępowo-Niepodległościowej, za co była aresztowana i oddana pod nadzór rosyjskiej policji. W 1918 uzyskała dyplom nauczycielski na Uniwersytecie w Wilnie i podjęła pracę jako nauczycielka. Uczyła języka polskiego oraz historii. W czasie II wojny światowej przebywała w Wilnie. Po wojnie osiedliła się w Gdańsku, gdzie pracowała jako nauczycielka języka polskiego. W 1949 przeszła na emeryturę. W latach 1953–57 była radną Wojewódzkiej Rady Narodowej (pracowała w komisji oświaty), pełniła też funkcję prezesa Zarządu Oddziału Wojewódzkiego „Caritas”. W  okresie od 1958 do 1961 działała w Komitecie Obrońców Pokoju.
Prywatnie była mężatką. Jej mężem  był matematyk Kazimierz Masiejewski.
Jako poetka zadebiutowała w 1914 roku. Jej debiutancki wiersz ukazał się w „Kurierze Wileńskim”. Była związana z kręgiem Ferdynanda Ruszczyca i jego nieoficjalnym Kołem Artystycznym. W okresie międzywojennym publikowała wiersze i prozę w różnych czasopismach literackich. W latach 1934–39 redagowała w Kurierze Wileńskim rubrykę „Kobieta ma głos”. W 1930 została przyjęta do Związku Zawodowego Literatów Polskich (od 1949 Związek Literatów Polskich).

## Twórczość[2]

### Zbory poezji
- Druskienniki (1930)
- Błekitne piłki (1931)
- Jesienna miłość (1932)
- W cieniu modrzewia (1932)
- Moja matka (1937)
- Szare kamienie śpiewają (1939)

### Powieści
- Utopiona lalka: Erotyk nadmorski (1929)
- Kłopoty pani Niuśki (1932)
- Świat w szkole. Pamiętnik nauczycielki (1933)
- Złote schody (1934)
- Niespodzianki małżeństwa (1937)
- Pamiętnik nauczycielki (1936)
- Wielki tydzień (1939)
- Córki chcą inaczej (1966)
- Masia. Opowieść prawdziwa (1971)
- Kłopoty z prababką (1972)

### Powieści dla młodzieży
- Rysiek z Belmontu (1939)
- Jak Ib odkryła Nowy Ląd (1948)

## Nagrody i odznaczenia
- 1939 – nagroda w konkursie Księgarni św. Wojciecha (za powieść Wielki tydzień);
- 1939 – Srebrny Wawrzyn Polskiej Akademii Literatury;
- 1939 – Srebrny Krzyż Zasługi; 1957 – Złoty Krzyż Zasługi; Odznaka honorowa „Zasłużonym Ziemi Gdańskiej”.